# Meinrad Maria Grewenig

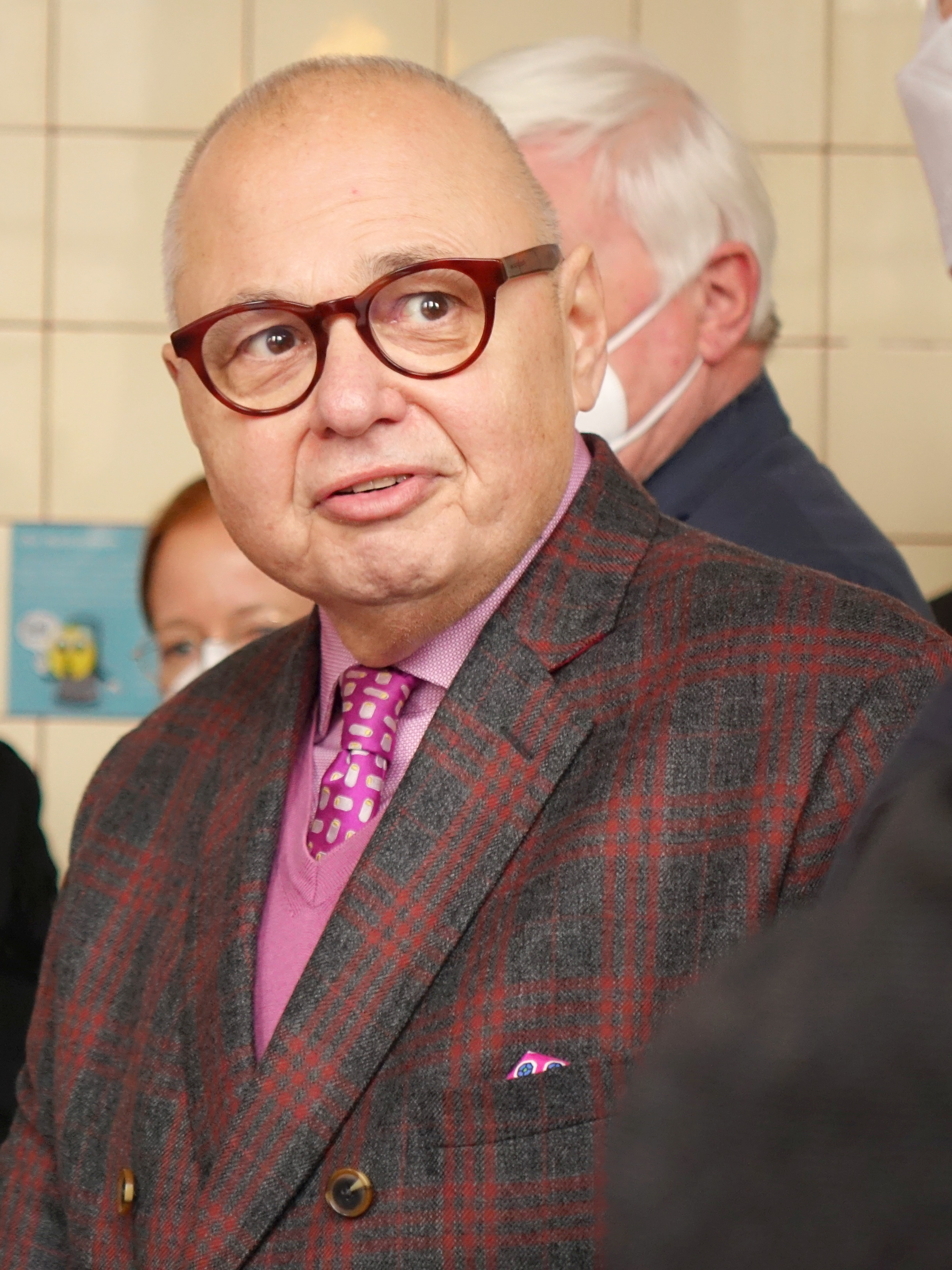
Meinrad Maria Grewenig (2022)

Meinrad Maria Grewenig (* 9. Juni 1954 in Saarbrücken) ist ein deutscher Kunsthistoriker, Museumsdirektor und Kulturmanager.

## Vita
Nach dem Abitur am Realgymnasium in Völklingen 1974 studierte er an der Universität des Saarlandes und der Universität Salzburg Kunstgeschichte, Klassische Archäologie, Erziehungswissenschaften, Philosophie und Katholische Theologie. 1983 promovierte er in Kunstgeschichte, Klassischer Archäologie und Philosophie. Ab dem folgenden Jahr arbeitete er als wissenschaftlicher Assistent von Georg W. Költzsch, zu dieser Zeit Direktor des Saarlandmuseums in Saarbrücken. 1988 war er mit der Wahrung der Geschäfte des Museumsdirektors betraut, ein Jahr später wurde er zum Stellvertretenden Direktor berufen. Von 1992 bis 1999 war er Direktor des Historischen Museums der Pfalz in Speyer und geschäftsführender Vorstand der Museumsstiftung. Seit seinem dortigen Ausscheiden war er Generaldirektor und Geschäftsführer des Weltkulturerbes Völklinger Hütte. Im Mai 2011 wurde er in Personalunion zum kommissarischen Leiter der Stiftung Saarländischer Kulturbesitz ernannt, nachdem gegen deren beurlaubten Vorstandsvorsitzenden Ralph Melcher Ermittlungen der Staatsanwaltschaft wegen Veruntreuung öffentlicher Gelder in die Wege geleitet worden waren. Sein Interimsvorsitz endete im April 2013. In den frühen 1990er Jahren war Grewenig zusätzlich als ehrenamtlicher künstlerischer Leiter des Museums St. Ingbert tätig.
Am 26. März 2020 wurde vom Aufsichtsrat auf Vorschlag der Aufsichtsratsvorsitzenden bestätigt, dass die Position Grewenigs als Generaldirektor des Weltkulturerbes Völklinger Hütte ab 1. Mai 2020 von Ralf Beil übernommen wird.
Meinrad Maria Grewenig ist Präsident und damit Vorstandsvorsitzender des Vereins ERIH - European Route of Industrial Heritage e. V., des Trägers des ERIH-Netzwerks und der Europäischen Route der Industriekultur.
Grewenig ist verheiratet und hat mit seiner Frau Anette drei gemeinsame Töchter. Er lebt mit seiner Familie im saarländischen Völklingen.

## Ausstellungen
Historisches Museum der Pfalz, Speyer;
- 1993: Götter Menschen Pharaonen – Meisterwerke aus der Ägyptisch-Orientalischen Sammlung des Kunsthistorischen Museums Wien
- 1994: Der Zarenschatz der Romanov – Meisterwerke aus der Eremitage Sankt Petersburg
- 1995: Leonardo da Vinci, Künstler – Erfinder – Wissenschaftler
- 1996: Mysterium Wein – Die Götter, der Wein und die Kunst
- 1998: Napoleon: Kaiser – Feldherr – Mensch

Völklinger Hütte – Europäisches Zentrum für Kunst und Industriekultur, Völklingen:
- 2004/05: InkaGold – 3000 Jahre Hochkulturen aus dem Larco Museum Peru
- 2005: Schätze aus 1001 Nacht
- 2005/06: Nackt-nu, Daguerreotypien aus der Sammlung Uwe Scheid
- 2006/07: Macht & Pracht: Europas Glanz im 19. Jahrhundert – Die Privatsammlung Achim Neuse und Volker Wurster
- 2006/07: Weltereignisse – Meisterwerke der Reportagefotografie von Associated Press
- 2007: Genius I: Die Mission – entdecken, erforschen, erfinden
- 2009/10: Staatsgeschenke – 60 Jahre Deutschland
- 2010/11: Die Kelten: Druiden – Fürsten – Krieger
- 2011: Mel Ramos – 50 Jahre Pop-Art[3]
- 2011: Urban art – Graffiti 21[4]
- 2012: Allen Jones – Off the Wall
- 2013/14 Generation Pop. Hear me, feel me, love me[5]
- 2019: Made im Saarland. Industriekultur – Fotografien von Robby Lorenz[6]
- 2019/2020:  PharaonenGold – 3.000 Jahre Altägyptische Hochkultur[7]

## Auszeichnungen und Ehrungen
- 1972: Landessieger Saarland bei Jugend forscht, Mathematik-Informatik, Teilnahme am Bundeswettbewerb
- 1980–1983: Doktorandenstipendium der Studienstiftung des deutschen Volkes (Hochbegabtenstipendium)
- 1987/88: „Stipendiat des Jahres“ für das John-J.-McCloy-Stipendium für Museumswissenschaftler in den USA, vom Auswahlausschuss der Stiftung Preußischer Kulturbesitz in Berlin benannt
- 1996: Max-Slevogt-Medaille in Anerkennung langjähriger und besonderer Verdienste um die Bildende Kunst in Rheinland-Pfalz
- 1996: Auszeichnung für besondere Verdienste um den Fremdenverkehr der Stadt Speyer, vom Hotel- und Gaststättenverband Kreisstelle Speyer
- 1997: Winninger Weinpreis 1996 für besondere Verdienste um die Kultur des Weins
- 1998: Ritter des päpstlichen Ritterordens vom Heiligen Grab zu Jerusalem
- 2011: Verleihung des Professorentitels durch die saarländische Landesregierung
- 2016: Chevalier im Ordre national du Mérite[8]

## Veröffentlichungen
- Der Akt in der deutschen Renaissance: Die Einheit von Nacktheit und Leib in der bildenden Kunst. Luca-Verlag, Freren 1987, ISBN 3-923641-07-9 [= Dissertation Universität Salzburg 1983]
- (Hrsg.): Mysterium Wein. Die Götter, der Wein und die Kunst. Verlag Hatje, Stuttgart 1996, ISBN 3-7757-0621-6 (Ausstellung im Historischen Museum der Pfalz Speyer)
- Napoleon, Feldherr, Kaiser, Mensch. Verlag Hatje, Stuttgart 1998, ISBN 3-7757-0737-9 (Ausstellung im Historischen Museum der Pfalz Speyer)
- Horst Faas (Photos): Augenblicke des Jahrhunderts. Meisterwerke der Reisefotografie von Associated Press. Hatje Cantz, Ostfildern-Ruit 1999, ISBN 3-7757-0866-9.
- InkaGold – 3000 Jahre Hochkulturen, Meisterwerke aus dem Larco Museum Peru. Kehrer, Heidelberg 2004.
- Abtei Tholey - Quo vadis? Krüger-Verlag,  Merzig 2023, ISBN 978-3-9824334-4-8.